# 国家移民管理局常备力量第一总队
国家移民管理局常备力量第一总队，为国家移民管理局直属机构（正司局级）。常备力量第一总队与中共国家移民管理局党校实行队、校合一体制。队部驻北京市朝阳区金盏乡楼梓庄东高路。

## 沿革
2018年机构改革后，国家移民管理局设立国家移民管理局常备力量第一总队（中共国家移民管理局党校）。国家移民管理局党组成员、副局长赵昌华（一级警监）兼任中共国家移民管理局党校校务委员会主任、校长；原黑龙江省公安边防总队总队长、武警大校何卫平（二级警监）转任移民局一总队总队长、党校副校长；西藏自治区司法厅原厅长刘振伟（一级警监）任一总队党委书记、政治委员；公安部宣传局原副局长刘世斌（二级警监）转任移民局一总队副总队长。

## 職責
常备力量第一总队是国家移民管理局垂直领导管理机构，为正局级，加挂“中国共产党国家移民管理局党校”。主要承担以下职责：
一、承担全国移民管理机构处以上领导干部发展培训和职务晋升培训。
二、作为国家移民管理机构常备力量，根据国家移民管理局统一部署，机动增援、协助处置边境地区涉外事件。
三、履行国家移民管理局党校职能，承担党员干部轮训、党务干部集训、优秀后备干部培训等工作，负责国家移民管理局网上党校运行管理。
四、承担国家移民管理局管理政策规定、法律法规及相关业务的理论研究。
五、根据国家移民管理局要求，承担相关会议及国际交流合作的服务保障工作。

## 机构设置
国家移民管理局常备力量第一总队（国家移民管理局党校）设置下列机构：
- 办公室
- 训练处
- 政治处
- 后勤处
- 综合处
- 警保中心
- 培训大队

……